# Bremerhavener Gesellschaft für Investitionsförderung und Stadtentwicklung
Die Bremerhavener Gesellschaft für Investitionsförderung und Stadtentwicklung mbH (BIS) wurde von den beiden Gesellschaftern der Stadt Bremerhaven und dem Land Bremen gegründet. Im Auftrag ihrer Gesellschafter ist sie zuständig für die Entwicklung, Stärkung und Vermarktung des Wirtschaftsstandortes Bremerhaven. Zentrale Aufgabe der Wirtschaftsförderung Bremerhaven ist das unternehmerische Engagement am Standort zu fördern und die Stadt zu einem modernen Wirtschafts- und Lebensstandort weiterzuentwickeln. Oberstes Ziel ist dabei die Schaffung und Sicherung von Arbeitsplätzen in Bremerhaven.
Ihren Sitz hat die BIS Wirtschaftsförderung in Bremerhaven Mitte, zwischen der Innenstadt und dem Weserdeich, am Alten Hafen 118 in  Bremerhaven.

## Organisation
Die BIS Bremerhavener Gesellschaft für Investitionsförderung und Stadtentwicklung mbH wurde im Juni 1999 von den beiden Gesellschaftern, der Stadt Bremerhaven (75 %) und dem Land Bremen (25 %) gegründet. Die BIS Wirtschaftsförderung ist in der Rechtsform einer GmbH organisiert. Für die Durchführung von Förderprogrammen wurde ihr von der Stadt/dem Bundesland Bremen/dem Bund hoheitliche Rechte übertragen. Die BIS Bremerhaven hat ihren Sitz in Bremerhaven und ist im Handelsregister Bremen, Abt. B, Nr. 2514 BHV eingetragen. Geschäftsführer ist  Nils Schnorrenberger.
Der Aufsichtsrat der BIS Wirtschaftsförderung besteht aus Vertretern der Stadtverordnetenversammlung, der Freien Hansestadt Bremen, des Magistrats sowie Arbeitnehmern. Vorsitzender des Aufsichtsrats ist Bremerhavens Oberbürgermeister Melf Grantz.

## Arbeit
Die BIS Wirtschaftsförderung versteht sich als Dienstleister für  Unternehmen, die sich am Standort Bremerhaven engagieren, wachsen, sich umstrukturieren oder neu ansiedeln wollen.
Die BIS Wirtschaftsförderung arbeitet  mit den Oberbürgermeister unterstellten Wirtschaftsfachbereichen des Magistrats zusammen. Außerdem kann die Gesellschaft selbstständig über die Anträge zu den Wirtschaftsförderungsprogrammen des Landes entscheiden. In das Dienstleistungsportfolio der BIS Wirtschaftsförderung fallen folgende Bereiche:

### Standortberatung
Die BIS Wirtschaftsförderung unterstützt Unternehmen bei der Standortsuche und Ansiedlung in Bremerhaven. Neben der Beratung und Begleitung bei behördlichen Genehmigungsverfahren, informiert die BIS ebenfalls über Kooperationsmöglichkeiten mit Partnern aus Wirtschaft und Wissenschaft sowie über relevante Netzwerke.

### Immobilien
Die BIS Bremerhaven verkauft und vermietet Gewerbeimmobilien in Bremerhaven, die sich im öffentlichen Eigentum befinden. Das  Gewerbeimmobilienportal der BIS Wirtschaftsförderung dient der Standortsuche für Unternehmen.

### Förderung
Die BIS Wirtschaftsförderung bietet  Fördermöglichkeiten Von Investitions-, Innovations- und Umweltförderung bis hin zur Existenzgründungsberatung und -förderung des Landes Bremen. Die Bremerhavener Wirtschaftsförderung ist für die Durchführung von Förderprogrammen des Landes und der Stadt zuständig. Dabei begleitet die BIS  Kunden von der Antragstellung bis zur Mittelauszahlung. Darüber hinaus informiert die BIS über Förderprogramme des Bundes und der EU.

### Gewerbliche Infrastruktur
Die BIS Wirtschaftsförderung Bremerhaven entwickelt und realisiert wirtschaftsnahe Infrastrukturprojekte. Dazu gehören Maßnahmen wie Straßenbau, Tiefbau, Wasserbau, die Erschließung von Gewerbeflächen und andere Infrastrukturmaßnahmen.  Ziel ist es, die gewerbliche Infrastrukturentwicklung den Anforderungen der ansässigen Unternehmen und den Bedürfnissen des Standortes gerecht zu werden.

### Stadtentwicklungsprojekte
Im Rahmen von Stadtentwicklungsprojekten – wie beispielsweise dem  Werftquartier – setzt sich die BIS Wirtschaftsförderung für eine zukunftsorientierte und nachhaltige Stadtentwicklung Bremerhavens ein.

### Standortmarketing
Die Marketingexpertise der BIS Wirtschaftsförderung umfasst die Unterstützung bei der Gewinnung von Fachkräften, das überregionale Standortmarketing und die Akquisition von Unternehmen sowie die Organisation von Gemeinschaftsständen auf Messen.